# La última canción (película de 2015)
La última canción (título en inglés: Tumbledown) es una película del género comedia romántica dirigida por Sean Mewshaw y escrita por Desiree Van Til. La película está protagonizada por Jason Sudeikis, Rebecca Hall, Dianna Agron, y Joe Manganiello.

## Sinopsis
Una joven viuda (Rebecca Hall) se enamora de un escritor de Nueva York (Jason Sudeikis) que viene a su ciudad natal en Maine rural para investigar la muerte de su marido, un cantante popular.

## Reparto
- Jason Sudeikis como Andrew McDonnell.
- Rebecca Hall como Hannah.
- Dianna Agron  como Finley.
- Joe Manganiello como Curtis.
- Griffin Dunne
- Richard Masur
- Blythe Danner como Ellen.
- Beau Bridges

## Producción
El 19 de abril de 2013, se anunció que Sean Mewshaw dirigirá la comedia romántica, en el guion está a cargo de Desiree Van Til, los productores serán Kristin Hahn de Indigo Films y Aaron L. Gilbert y Margot Hand de Bron Studios.Jason Sudeikis y Rose Byrne se establece en el papel principal, Sudeikis jugará un escritor de Nueva York y Byrne como una joven viuda. Olivia Munn, Joe Manganiello, Blythe Danner, Michael McKean y Beau Bridges también están listos para coestrellas en la película. El 30 de enero de 2014, Rebecca Hall se unió al elenco de la película para interpretar a la protagonista femenina, que sustituye Byrne para jugar a la viuda en la película. El 31 de marzo de 2014 Dianna Agron, Griffin Dunne y Richard Masur se han unido al elenco, mientras que la filmación estaba en marcha en Devens.

### Rodaje
En abril de 2013, el rodaje se fija para comenzar en octubre en Vancouver. En enero de 2014, la producción fue programada para comenzar a finales de marzo en Massachusetts. El rodaje de la película comenzó el 23 de marzo de 2014 en Princeton, Massachusetts. Sudeikis fue también vista en el set durante la filmación. News dijo que la película también está siendo filmada en Nueva Inglaterra en Devens.

## Recepción
Tumbledown ha recibido críticas positivas de parte de la crítica y la audiencia. En el portal de internet Rotten Tomatoes, la película posee una calificación de 68%, basada en 31 reseñas, con una puntuación de 6.3/10 por parte de la crítica, mientras que la audiencia le ha dado una calificación de 62%, basada en más de 400 usuarios, con una puntuación de 3.5/5. La página Metacritic le ha dado a la película una puntuación de 60 de 100, basada en 14 críticas, indicando "reseñas mixtas". En el sitio IMDb los usuarios le han dado una puntuación de 6.2/10, sobre la base de más de 1500 votos.